# Bartsch von Demuth
Bartsch von Demuth (historisch auch Bartsch bzw. Bartsch von der Demuth oder Bartsch de Demuth, polonisiert auch Barcz) ist der Name eines kaschubisch-ermländisch-preußischen Adelsgeschlechtes.

## Geschichte

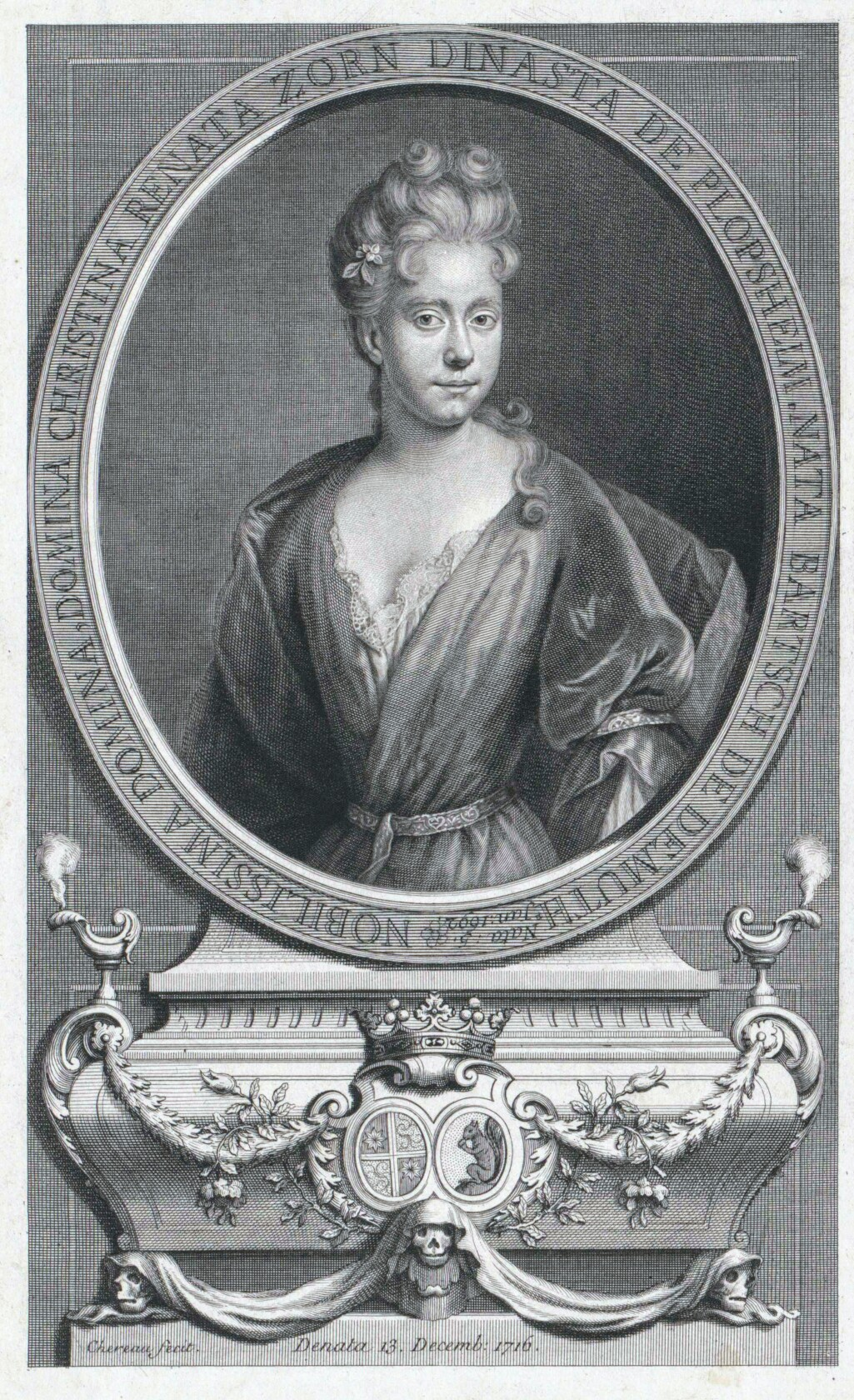
Christina Renata Zorn von Plobsheim, geborene Bartsch von Demuth (1692–1716)

Das Geschlecht derer Bartsch nennt sich (wie das derer Ludwig mit dem Rabenwappen) nach dem Gutsbesitz an Demuth (polnisch Demity)im ehemaligen Kreis Braunsberg. 
Die gesicherte, durchgängige Stammreihe beginnt mit dem Fernkaufmann und Reeder in Danzig Peter Bartsch (1507–1590). Jakob Bartsch war Bürgermeister von Braunsberg, erwarb Krossen (polnisch Krosno) und kaufte 1609 das Rittergut Basien (Bażyny) vom letzten männlichen Nachkommen derer von Baysen, die wie schon Hans von Baysen das gleiche sitzende Eichhorn im Stammwappen führten und daher für eine verwandte Familie gehalten werden. In Pommerellen besaß die Familie Bartsch von Demuth im 17. Jahrhundert die Güter Smasin, Skrzesiewo, Rheinfeld sowie Richthof und stellte mit Michael und Johann Bartsch in Danzig und Putzig jeweils Schöffen. Als die schlesische Prinzessin Sibylle Margarethe von Brieg, Gattin des Kastellans und Woiwoden Graf Gerhard Dönhoff, 1657 verstorben war und in der Marienkirche in Danzig die Trauerfeier stattfand, führte Edwart Bartsch von der Demuth auf Reinfeld und Kriesau als Marschall den Trauerzug an. Johann Gerhard Bartsch von der Demuth war Ratsherr zu Danzig und huldigte 1697 dort dem neuen polnischen König, dem sächsischen Kurfürsten August dem Starken, bei seinem feierlichen Einzug. Noch weiterhin besaß die Familie in Pommerellen bis 1711 Chwarsznau sowie im Jahr 1795 Stangenberg. Nathanael († nach 1616), Enkel des eingangs genannten Peter und Sohn des zuvorstehenden Michael, führte bereits den Namen Bartsch von Demuth. Friedrichs Tochter Ursula Bartsch trug als Erbtochter das Gut Demuth schließlich ihrem Gatten Georg von Knobelsdorf zu. Christina Renata Bartsch von Demuth (1692–1716) war mit dem aus elsässischer, zu Plobsheim begüterten Familie stammenden Friedrich August Zorn von Plobsheim (1664–1745) verheiratet. Mit ihm hatte sie einen gleichnamigen Sohn († 1789). Ihr Gatte war Ritter des Johanniterordens und Kammerherr des Kurfürsten von Sachsen, sowie ein jüngerer Bruder des sächsischen Generalmajors Wolf Christoph Zorn von Plobsheim (1655–1621). Der Pariser Kupferstecher François Chereau fertigte ein Porträt zum Andenken an die 28-jährig verstorbene Christina Renata.
Weiterer Gutsbesitz bestand zu Achthuben im Kreis Preußisch Eylau, zu Arnstein und Lichtenfeld im Kreis Heiligenbeil, sowie bis 1769 auch zu Molditten im Kreis Rößel.
Zu Beginn des 19. Jahrhunderts soll die Familie erloschen sein. Allerdings gab es noch Leonia Maria Bartsch de Demuth (1860–1938), in Schönborn geboren, die 1880 Karol Kazimierz Zygmunt Dobrzański (1852–1886, des Wappens Sas) heiratete und mit ihm einen Sohn hinterließ.

## Wappen
Das Wappen zeigt in Gold oder Blau ein rotes Eichhorn (bei der Gold-Variante zuweilen auf rotem Hügel sitzend und an einer Nuss knabbernd dargestellt). Auf dem gekrönten Helm mit rot-goldenen oder rot-blauen Decken das Eichhorn.

Wappenvariante
Wappenvariante

## Angehörige
- Jan Henryk Bartsch, 1711 Generalmajor der polnischen Kronarmee[9]